# Картагенски маски
Картагенските маски са само мъжки и изработени по калъп, след което са доработвани на ръка.
Тези маски са уникални маски - със стиснати зъби, разкривени, грозни или комични лица, но винаги са с неприятно излъчване и се подразделят хронологично на няколко серии. Намират се като артефакти само в Тунис.
Първата серия, която е и най-стара, представлява изображения на млади голобради мъже с дълъг сплеснат нос, големи дупки на мястото на очите, изкривена уста и диск с полумесец на челото.
Втората серия представлява маски на старци без брада, с набръчкано чело, стърчащи уши и подчертана болезнена усмивка. Главата е плешива и на нея има различни знаци. Друг тип са тези на мъже с набръчкани чела и уста, около които са изобразени кръгообразни бръчки.
Следващият трети тип са маски на брадати насилено весели физиономии.
Освен тези групи има открити и две картагенски маски, които не спадат към нито една от трите серийни групи. Те са красиви маски на спокойни мъжки физиономии. Лицето е издължено, с брада, прав дълъг нос, бадемови очи, дебели устни и къдрави коси. Изражението е интелигентно и хитро. Вероятно не става въпрос за условен тип, а по-скоро за реално изображение под формата на маска на картагенски жители.
Освен в туниските музеи няколко експоната от картагенските маски се намират и в Лувъра и Британския музей, които са експонирали най-вече пунически текстове.